# 徳島県立山川少年自然の家
徳島県立 山川少年自然の家（とくしまけんりつ やまかわしょうねんしぜんのいえ）は、徳島県教育委員会が運営していた学習施設（少年自然の家）。2005年（平成17年）に県の行財政改革の一環で、利用低迷や老朽化の理由で 2006年（平成18年）3月12日をもって閉鎖した。
1977年（昭和52年）に小中学生らの自然体験活動に利用してもらう施設として開設。
かつては高越山麓に位置し、船窪つつじ公園を少し下ったところにあった。天体観測室やプラネタリウム等の施設があり、小中学生が自然とふれあうことを目的とした施設である。
県内には本施設以外にも徳島県立牟岐少年自然の家が存在する。

## 所在地
- 〒779-3406　徳島県吉野川市奥野井344-2

※かつての所在地。

## 主な施設
- 天文台
- 観測室
- 駐車場
- 宿泊施設

## 歴史
- 1977年4月 - 開設。
- 2006年3月12日 - 閉鎖。

## 利用者数
- 1977年度 約26,000人[1]。
- 1980年度 約22,300人。
- 1997年度 約10,000人
- 2004年度 約7,500人。